# 法善寺 (新宿区)
法善寺（ほうぜんじ）は、東京都新宿区にある日蓮宗の寺院。

## 概要
山号は春時山。院号は光清院。旧本山は大本山池上本門寺。旧寺格は緋金襴寺跡。池上中道不二庵法類 大久保法縁 縁頭寺。

## 歴史
法善寺の開山・実成院日相は弘法山三澤寺の10世で、三澤寺の寺伝に拠れば、承応3年(1654年)12月に七面山での一千日水行を成満し祈祷相承三澤流の流祖となった大験者である。後に鳥取藩第2代藩主池田綱清が大病を患った際に日相に平癒祈願を依頼したところ、忽ちに癒えた事から以後深く帰依し、本堂・庫裡・七面堂を建立、寺領4町四方(48,000坪)を寄進したと伝えられている。
後に池田綱清が大久保の鳥取藩抱屋敷付近に堂宇を建立、日相を開山に迎え春時山光清院と称し（後に法善寺と改称）中正院日護の作と伝えられる七面大明神像を奉安した。 この時から池上本門寺の客末となったと考えられている。このように法善寺と三澤寺の関係は極めて密接であり、24代にわたる法善寺歴代住職の内、実に6人が三澤寺から晋山している。 また、清月山覚蔵寺（東京都杉並区下高井戸）の開山から4世までが法善寺と全く同じ（両山一首）である事から同様に密接な関係にあると言える。なお、この七面大明神は江戸府内で最初に祀られたものと伝えられており、現在は新宿区の文化財に指定されている。

## 歴代住持
| 歴代      | 法号 （俗姓・道号）   | 命日（享年［数え年］）            | 経歴 |
| --------- | --------------------- | --------------------------------- | --- |
| 開山      | 実成院日相            | 貞享4年（1687年）8月5日           | 清月山覚蔵寺（東京都杉並区下高井戸） 開山 弘法山三澤寺（静岡県富士宮市大鹿窪） 10世 祈祷相承三澤流 流祖          |
| 2世       | 円祈院日幸            | 元禄15年（1702年）3月18日         | 清月山覚蔵寺（東京都杉並区下高井戸） 2世 弘法山三澤寺（静岡県富士宮市大鹿窪） 14世                               |
| 3世       | 持命院日久            | 元禄10年（1697年）3月12日         | 清月山覚蔵寺（東京都杉並区下高井戸） 3世 弘法山三澤寺（静岡県富士宮市大鹿窪） 15世                               |
| 4世       | 円乗院日宥            | 元禄11年（1698年）9月30日         | 清月山覚蔵寺（東京都杉並区下高井戸） 4世                                                                         |
| 5世       | 円持院日尖            | 享保6年（1721年）7月10日          | 弘法山三澤寺（静岡県富士宮市大鹿窪） 16世                                                                        |
| 6世       | 円妙院日昌            | 享保18年（1733年）10月17日        | |
| 7世       | 顕理院日実            | 宝暦8年（1758年）12月26日         | 弘法山三澤寺（静岡県富士宮市大鹿窪） 18世                                                                        |
| 8世       | 智詮院日亮 (貞道)     |                                   | 本山・中村檀林 正東山日本寺（千葉県香取郡多古町） 60世玄能 東山檀林 妙慧山善正寺（京都府京都市左京区） 62世能化  |
| 9世       | 円行院日慶            | 寛保2年（1742年）11月6日（41歳）  | |
| 再住 10世 | 顕理院日実            |                                   | |
| 11世      | 円理院日陳 (受感)     | 天明6年（1786年）8月26日（66歳）  | 飯高檀林 妙雲山飯高寺（千葉県匝瑳市飯高） 159世能化 東山檀林 妙慧山善正寺（京都府京都市左京区） 118世能化        |
| 12世      | 立行院日洗            | 文化12年（1815年）7月28日         | 妙珍山蓮昌寺（神奈川県小田原市本町） 37世                                                                        |
| 13世      | 守辰院日堯            | 文化13年（1816年）8月15日         | |
| 14世      | 英辰院日湖            |                                   | |
| 15世      | 延寿院日賢 (玄静)     | 天保5年（1834年）2月24日          | 飯高檀林 妙雲山飯高寺（千葉県匝瑳市飯高） 玄講 弘法山三澤寺（静岡県富士宮市大鹿窪） 26世                         |
| 16世      | 観悟院日義 (旭静)     | 嘉永3年（1850年）3月18日          | 本山 龍水山海長寺（静岡県静岡市清水） 51世                                                                       |
| 歴世      | 立成院日揎 (覚道)     | 明治11年（1878年）1月13日（84歳） | 本山 真間山弘法寺（千葉県市川市真間） 63世 飯高檀林 妙雲山飯高寺（千葉県匝瑳市飯高） 玄講もしくは文講            |
| 17世      | 澄珠院日瑩 (玄静)     | 明治4年（1871年）5月12日（64歳）  | 飯高檀林 妙雲山飯高寺（千葉県匝瑳市飯高） 342世能化 髙運山法蓮寺（千葉県勝浦市鵜原） 31世                        |
| 18世      | 円亮院日喜 (受讃)     | 安政4年（1857年）10月16日         | 飯高檀林 妙雲山飯高寺（千葉県匝瑳市飯高） 玄講もしくは文講 東山檀林 妙慧山善正寺（京都府京都市左京区） 465世能化 |
| 19世      | 円乗院日事            |                                   | |
| 20世      | 文心院日叙            | 明治3年（1870年）11月18日         | 東山檀林 妙慧山善正寺（京都府京都市左京区） 674世能化                                                            |
| 21世      | 澄善院日明 (小泉玄規) | 昭和12年（1937年）9月17日（84歳） | 長福山本壽寺（千葉県勝浦市守谷） 歴世                                                                            |
| 22世      | 澄明院日澄 (小泉玄碩) | 昭和38年（1963年）5月11日（86歳） | 廣布山覺源院（東京都大田区池上） 52世                                                                            |
| 23世      | 澄基院日亮 (小泉玄基) | 平成22年（2010年）11月17日        | |
| 24世      | (小泉玄有)            |                                   | |

## 交通
- 都営地下鉄大江戸線・東京メトロ副都心線東新宿駅より徒歩9分。
- 新宿駅西口・高田馬場駅よりバス(都営バス宿75・高71系統)「抜弁天」下車

## 脚註
1. ↑  三澤寺の寺伝によれば“明暦3年(1657年)4月8日、日相が長興山妙本寺・長栄山本門寺19世（長興山及び長栄山を併せて「長興長栄両山」もしくは「両山」と称する）の僧那院日豊の助力を得て山梨県身延町三澤から現在地に寺域を移転し本堂の改築を遂げた”とある。なおこの場合、池田綱清は9歳の幼少であり自らの意思で寄進したとは考え難く、池上本門寺の貫首である日豊が助力している点からも生母・茶々姫（紀州藩初代藩主・徳川頼宣の長女で池田光仲室。因幡姫・芳心院とも。池上本門寺の有力な外護檀越で墓所「万両塚」も本門寺内に存在する）が綱清の名で寄進したと考えるのが妥当であろう。
2. ↑  『江戸名所図会』によれば、この七面大明神像は“万治年間(1658～1661年)に三澤寺から遷座された”もしくは“延宝年間(1673～1681年)に身延山久遠寺から遷座された”と伝えられており、従って開山もこの年代と推定される。
3. ↑  法善寺の2世・円祈院日幸、3世・持命院日久、5世・円持院日尖、7世(再住10世)・顕理院日実、15世・延寿院日賢が、それぞれ三澤寺の14・15・16・18・26世。
4. ↑  覚蔵寺では元和2年（1616年）に89歳で遷化（逝去）となっている。
5. ↑  覚蔵寺では「円新院」となっている。
6. ↑  覚蔵寺では寛永5年（1628年）10月28日となっている。
7. ↑  「是好院」とも号した。
8. ↑  「玄講」は「法華玄義講主」の略
9. ↑  龍水山海長寺在山時代には「日儀」と号した。
10. ↑  「文講」は「法華文句講主」の略
11. ↑  「得現院日報」とも号した。
12. ↑  東山檀林時代には「日善」と号した。